# Départ arrêté

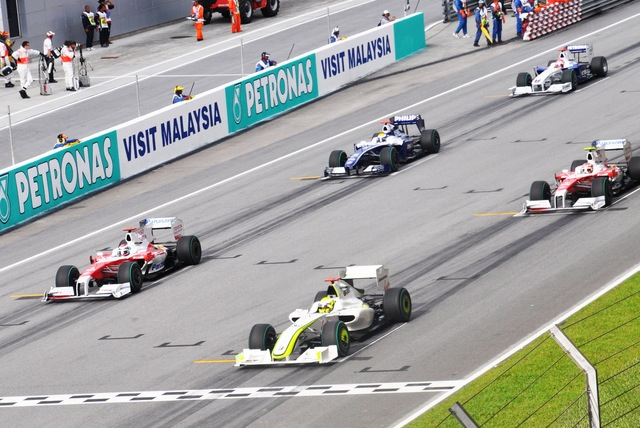
Un départ arrêté de F1 lors du Grand Prix de Malaisie 2009.

Un départ arrêté est un départ de course, notamment en sports mécaniques, dans lequel tous les concurrents sont arrêtés.

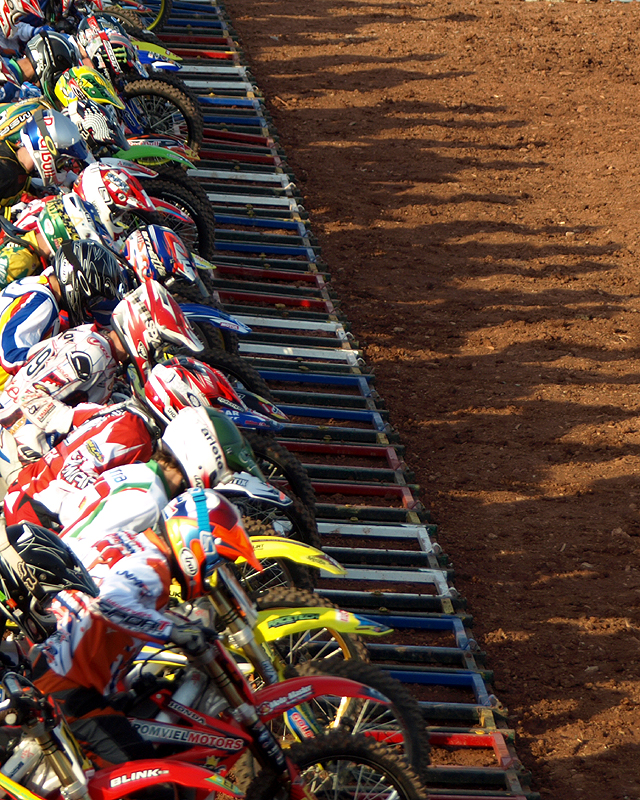
Un départ arrêté en ligne de moto-cross.

## Procédure
Dans un départ arrêté, les concurrents sont placés complètement à l'arrêt sur des emplacements prédéterminés, moteurs tournants, en attendant le signal qui donne le départ de la course. Ce signal peut être donné à l'aide de feux lumineux généralement organisés en une séquence. La plupart du temps, la position sur la grille de départ est déterminée par des séances de qualifications, les meilleurs temps prenant les premières places, etc. Parfois, il est procédé à un tirage au sort. Le départ arrêté est généralement précédé par un tour de chauffe (ou « tour de formation »), lequel permet de mettre en températures les éléments mécaniques comme le moteur et les freins, ainsi que les pneumatiques.
Les départs arrêtés sont la règle dans plusieurs types de compétition automobile, dont la plupart des courses de monoplaces (notamment en Formule 1), les voitures de tourisme (dont les championnats britannique et mondiaux), les V8 Supercars, les kartings à boîte de vitesses, les tout-terrain, ou les épreuves de dragsters (deux de front). En motocyclisme, les courses de vitesse sur circuit (comme le championnat MotoGP, ou le Superbike) utilisent le même type de départ arrêté que l'automobile, alors que le moto-cross par exemple voit ses concurrents partir arrêtés mais tous sur la même ligne.
Les compétitions américaines d'IndyCar, NASCAR ou SCCA utilisent traditionnellement les départs lancés pour leur championnats. Cependant en 2013 et 2014, l'IndyCar expérimenta dans certaines courses les départs arrêtés,. En raison du nombre important de départs annulés et d'un carambolage lors d'un départ en 2014, l'expérimentation tourna court.

## Le Mans

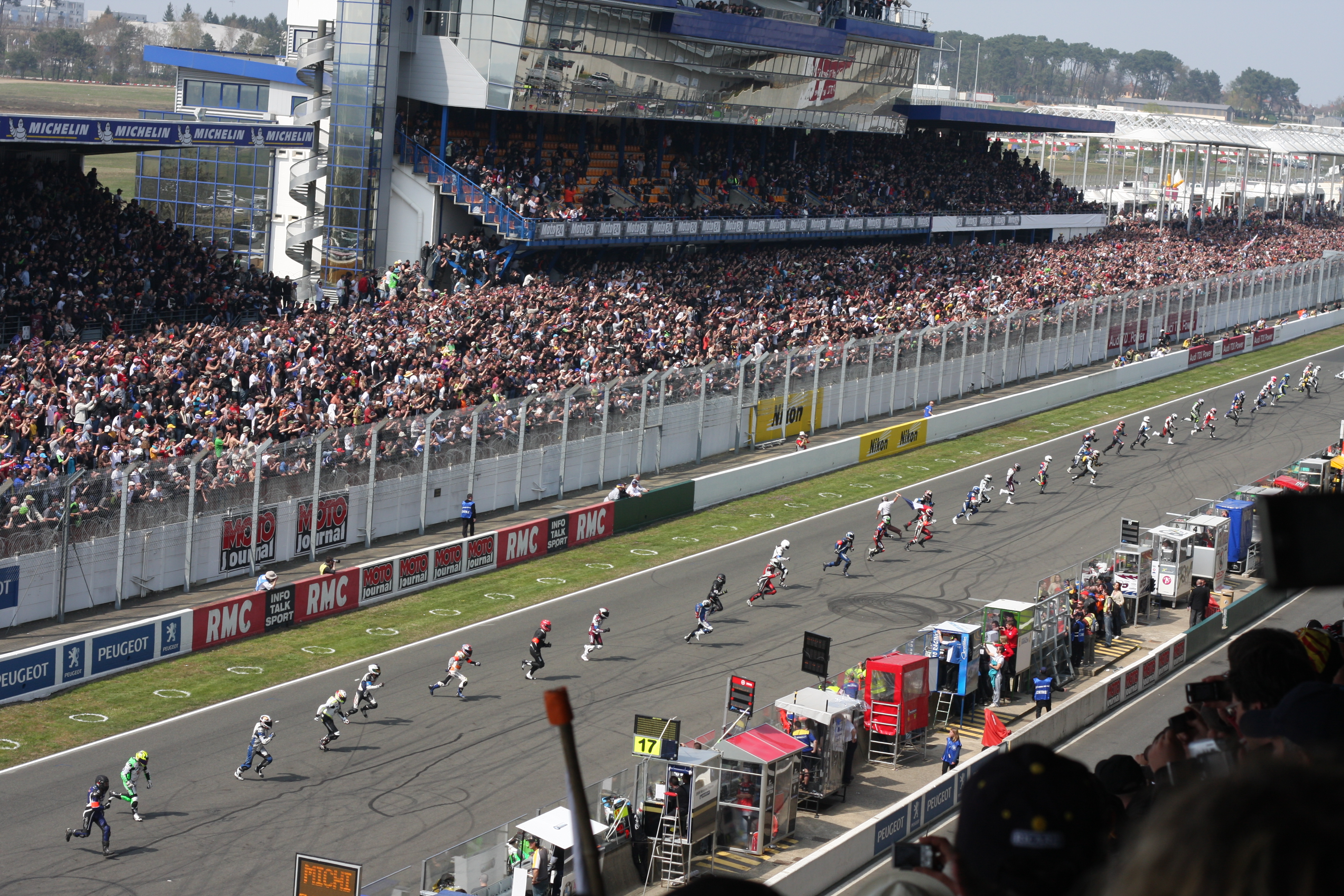
Départ « Le Mans » aux 24 Heures Moto 2010.

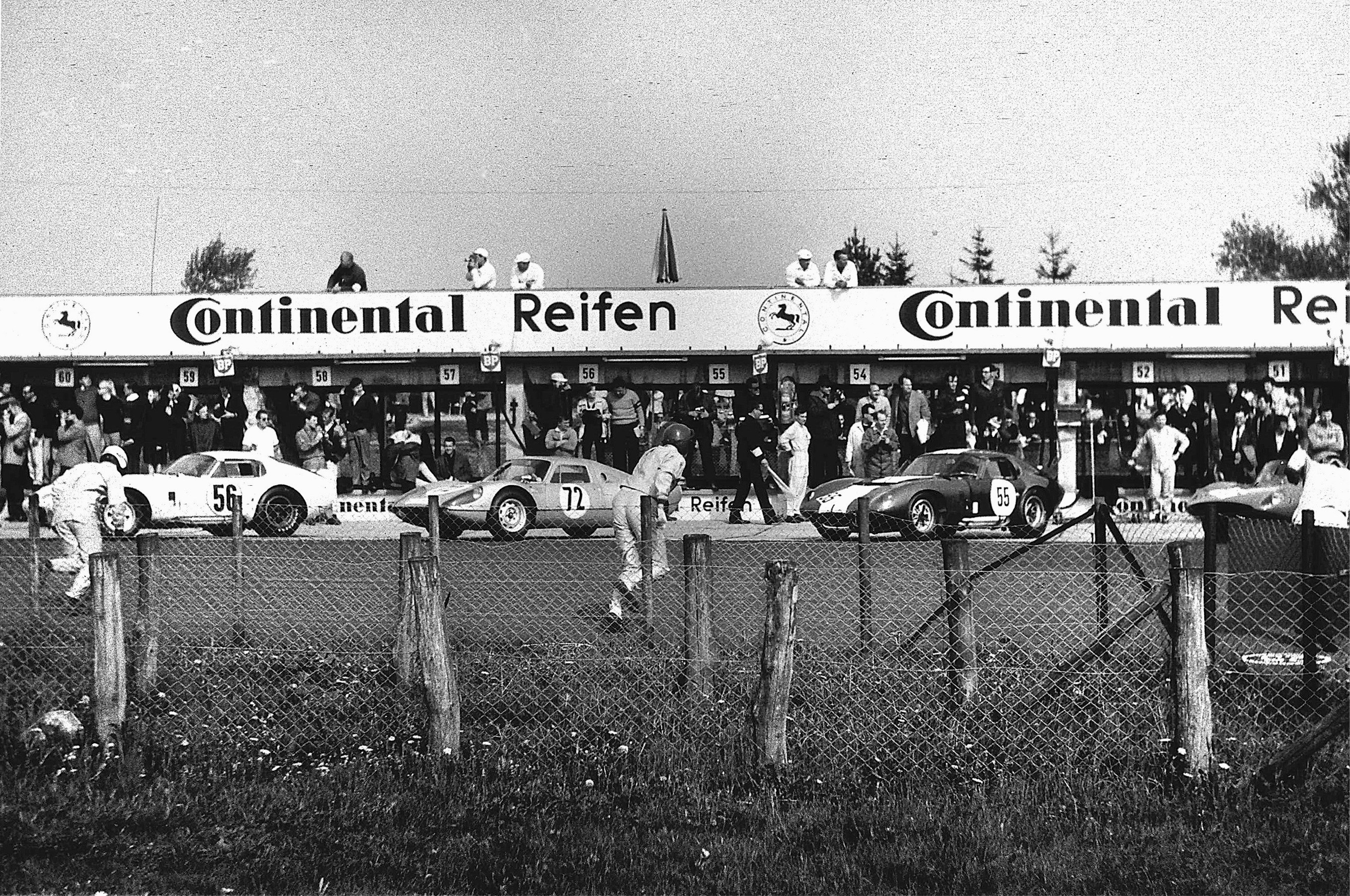
Départ de type « Le Mans » au Nürburgring en 1965.

Le type de départ « Le Mans » a été utilisé dans de nombreuses courses auto ou moto sur circuit. Quand le drapeau est abaissé, les pilotes alignés d'un côté de la piste doivent s'élancer vers leurs machines (alignées en épi moteur arrêté de l'autre côté de la piste), faire démarrer le moteur et s'élancer.
Ce type de départ présente des dangers, car les pilotes automobile ont tendance à négliger de serrer convenablement leur harnais de sécurité pour gagner du temps. Cela amena le Royal Automobile Club britannique à l'interdire à la fin de l'été 1962. Le type de départ « Le Mans » a été progressivement abandonné et il n'est plus utilisé que dans certaines compétitions d'endurance moto (comme les 8 Heures de Suzuka ou les 24 Heures Moto), voire d'endurance vélo.
De nos jours, sur circuit, il arrive qu'on procède à des départs en épis, mais, contrairement au départ « Le Mans », les moteurs sont en marche et les pilotes sont installés et harnachés dans leurs sièges (exemple d'épreuves de véhicules « classiques »).
Une variante du départ « Le Mans » est le départ en ligne utilisé lors de certaines courses tout-terrain comme celles organisées sur le circuit de Crandon, où au départ les voitures sont toutes alignées côte à côte sur une portion large de la piste.
Une seconde variante est utilisée lors de la Highlands 101, la manche néo-zélandaise du championnat GT australien (en). Cette variante est une combinaison des départs « Le Mans » et « en ligne ». Les pilotes sont déjà installés derrière leurs volants, mais les copilotes sont alignés à 250 mètres des voitures en portant des petits drapeaux. Au signal de départ, chaque copilote s'élance vers sa voiture, s'installe à bord et agite son drapeau pour donner le signal de départ au pilote qui démarre le moteur et s'élance sur la piste.

## Sécurité et précautions
Des incidents peuvent survenir lors d'un départ arrêté. Lorsque, par exemple, un concurrent cale ou rate son départ à l'extinction des feux, il devient un obstacle pour les concurrents positionnés plus loin sur la grille et qui sont en pleine phase d'accélération. Lors de la mise en grille à la fin du tour de formation, un commissaire de course traverse la piste avec un drapeau vert après que le dernier concurrent ait rejoint sa place, pour signaler que tout est en ordre pour le départ. En cas de calage, le pilote incriminé lève le bras pour signaler la panne et un commissaire brandit un drapeau jaune ; dans ce cas, le départ est annulé et un nouveau tour de formation est lancé.
Un exemple d'accident est celui survenu lors de la saison 2007 du Champ Car, sur le circuit Mont-Tremblant, où trois voitures ont calé au départ, ce qui a entraîné l'intervention de la voiture de sécurité. Les catégories de sports mécaniques utilisant des départs arrêtés pénalisent habituellement les « départs volés » avant l'extinction des feux.
L'alternative au départ arrêté est le départ lancé. Celui-ci est donné lorsque la voiture de sécurité qui régule la circulation des concurrents libère la piste (les championnats ont des règles très strictes sur le moment où les voitures peuvent accélérer au moment du départ).